# Powercloud
Die frühere Powercloud GmbH (eigene Schreibweise: powercloud) firmiert seit Juli 2025 unter dem Namen Hansen Technologies Germany GmbH. Das Produktangebot wird auch künftig unter dem Namen powercloud geführt. Das Softwareunternehmen wurde 2012 von Marco Beicht in Achern gegründet und betreibt heute Büros in Offenburg, Leipzig und Berlin betreibt. Powercloud bietet eine gleichnamige Plattform als offene SaaS-Lösung für die Energiewirtschaft an. Im Januar 2019 übernahm der Finanzinvestor General Atlantic für etwa 100 Mio. Euro 45 % des Unternehmens. Die Mehrheitsanteile hielt Gründer Marco Beicht, der bis Anfang 2023 auch CEO von powercloud war. Im April 2023 übergab Beicht die Führung des Unternehmens an seinen Nachfolger Richard Wiegmann und übernahm selbst den Vorsitz des Beirats von powercloud.
Im Herbst 2020 gab Marco Beicht bekannt mit seiner Investmentgesellschaft Karemha Holding, einen neuen IT-Campus auf einer Fläche von 20.000 Quadratmetern in Achern zu errichten. Die Investition umfasste rund 85 Millionen Euro. Im November 2023 bezog die powercloud GmbH ihren neuen Hauptsitz auf dem Gelände des IT-Campus in Achern.
Im Februar 2024 wurden alle Anteile von General Atlantic und Karemha Holding durch den australischen Konzern Hansen Technologies übernommen.

## Die Plattform
Die Powercloud-Plattform ist eine SaaS-Lösung (Software as a Service) für die Vertriebs-, Abwicklungs- und Abrechnungsprozesse in der Energiewirtschaft. Die Plattform unterstützt die Abwicklung einer unbegrenzten Anzahl von Zählpunkten und deckt sämtliche Kernprozesse vollständig cloudbasiert – vom Produkt- und Vertragsmanagement über die Marktkommunikation bis hin zur Abrechnung. Alle Funktionen sind nahtlos über den gesamten Kundenlebenszyklus hinweg integriert. In die powercloud lassen sich grundsätzlich auch Dienste von weiteren IT- und Service-Anbietern per App integrieren. 

## Zielsetzung und Funktionalität
Zielsetzung von powercloud ist es, einen SaaS-Standard in der Energiewirtschaft zu etablieren, der neue digitalisierte Energie-Geschäftsmodelle ermöglicht und zugleich die Kostenstruktur der Unternehmen entlastet. Die Lösung konzentriert sich auf energiewirtschaftliche Kernprozesse wie Produktmanagement, Kundenakquise, CRM, Abrechnung, Marktkommunikation und Buchhaltung. Viele Funktionen werden automatisiert ausgeführt, alle gesetzlichen regulatorischen Updates erfolgen kontinuierlich und die Nutzung der Software ist durch selbsterklärende Eingaben vereinfacht. Letzteres ermöglicht es den Verantwortlichen bei Energieversorgungsunternehmen, in wenigen Schritten neue Produkte zu veröffentlichen, bei denen zum Beispiel Strom- und Gasverträge zusammengeführt werden.
Darüber hinaus lässt sich die Funktionalität der SaaS-Lösung nach dem Prinzip der App-Ökonomie erweitern: Ähnlich wie bei anderen Appstores gibt es geprüfte Software, die über zertifizierte Schnittstellen angebunden wird – von KI-basierten Vorhersagemodellen für den Energieverbrauch über Payment-Lösungen bis zum Management von Ladestationen von E-Autos.

## Kunden und Partnerschaften
Bedeutende Kunden von powercloud sind unter anderem E.ON, Lichtblick, Sachsenenergie, die Maingau-Energie-Tochter Yippie und die Sonnen GmbH. Im Herbst 2020 kündigte PricewaterhouseCoopers eine Partnerschaft mit powercloud an.